# Anticlea farinata
Anticlea farinata là một loài bướm đêm trong họ Geometridae.